# Dominique Mbonyumutwa
Dominique Mbonyumutwa (* Januar 1921 in Mwendo; † 26. Juli 1986 in Gent, Belgien) war 1961 provisorischer Präsident von Ruanda.

## Leben
Mbonyumutwa gehörte der Mehrheit der Hutu in Ruanda an und war Häuptling (Hutu-Souschef) eines Bezirkes. Am 1. November 1959 wurde er nach dem Kirchgang von acht jungen Tutsi angegriffen. Gerüchte, er sei dabei ums Leben gekommen, führten ab dem 3. November 1959 zu Übergriffen von Hutu auf die Minderheit der Tutsi. Die Ereignisse wurden als „Ruandisches Allerheiligen“ (La Toussaint Rwandaise) bekannt. Die Tutsi, die Mbonyumutwa angegriffen hatten, sollen Anhänger der Partei UNAR gewesen sein, die dem König, ebenfalls einem Tutsi, nahestand. Die belgische Treuhandverwaltung konnte die Unruhen nach wenigen Tagen durch den Einsatz ihrer kongolesischen Force Publique eindämmen. Die Zahl der Todesopfer bei den Ereignissen wurde auf etwa 300 geschätzt.
Mbonyumutwa wurde am 28. Januar 1961 erster provisorischer Präsident des Landes, das noch unter belgischer Verwaltung stand. Die im sogenannten „Staatsstreich von Gitarama“ ausgerufene Republik wurde kurz darauf von Belgien anerkannt. In einem Referendum sprachen sich am 25. September 1961 79,8 % der Wähler für die Abschaffung der Monarchie aus und bestätigten die Republik. Am 26. Oktober 1961 wurde er von Grégoire Kayibanda abgelöst, unter dem das Land am 1. Juli 1962 unabhängig wurde. Kayibanda gehörte wie Mbonyumutwa zur dominierenden Partei der Hutu, der am 18. Oktober 1959 gegründeten MDR-PARMEHUTU.
Auch wenn die Spannungen zwischen Hutu und Tutsi länger zurückreichen, wird der Angriff auf Mbonyumutwa an Allerheiligen 1959 in fast jeder Darstellung des modernen Konflikts als Ausgangspunkt der Bürgerkriege und Massaker seitdem erwähnt.
| Personendaten    | Personendaten          |
| ---------------- | ---------------------- |
| NAME             | Mbonyumutwa, Dominique |
| KURZBESCHREIBUNG | ruandischer Präsident  |
| GEBURTSDATUM     | Januar 1921            |
| GEBURTSORT       | Mwendo                 |
| STERBEDATUM      | 26. Juli 1986          |
| STERBEORT        | Gent                   |